# Riitasaari (ö i Kymmenedalen)
Riitasaari är en ö i Finland. Den ligger i vattendraget Pitkä-Kymi och i kommunerna Kotka och Kouvola i den ekonomiska regionen  Kotka-Fredrikshamn  och landskapet Kymmenedalen, i den södra delen av landet, 110 km öster om huvudstaden Helsingfors. Öns area är 3,7 hektar och dess största längd är 490 meter i sydöst-nordvästlig riktning.